# شيلبي بروس
شيلبي بروس، (بالإنجليزية: Shelbie Bruce)‏ هي ممثلة أمريكية، ولدت في 12 نوفمبر 1992م في الولايات المتحدة.

## أعمال

### أفلام
- (2004) اسبانغليش[2][3]

## وصلات خارجية
- شيلبي بروس على موقع IMDb (الإنجليزية)
- شيلبي بروس على موقع ألو سيني (الفرنسية)
- شيلبي بروس على موقع أول موفي (الإنجليزية)
- شيلبي بروس على موقع قاعدة بيانات الأفلام السويدية (السويدية)
- شيلبي بروس على موقع قاعدة بيانات الفيلم (الإنجليزية)
- شيلبي بروس على موقع كينوبويسك (الروسية)